# La distruzione - Preludio al Cataclisma
La distruzione - Preludio al Cataclisma (The Shattering: Prelude to Cataclysm ) è un romanzo fantasy di Christie Golden edito nell'ottobre 2010, ambientato nell'universo di Warcraft creato da Blizzard Entertainment. In Italia è stato pubblicato nel novembre dello stesso anno.

## Trama
Cronologicamente, la trama si colloca nel periodo immediatamente precedente il Cataclisma, e narra le vicende di un folto gruppo di personaggi, che s'intrecciano nel corso della storia.
Thrall, lo sciamano orco che è a capo dell'Orda, si trova a fronteggiare due situazioni molto spinose: in primis, il legame suo e degli altri sciamani con gli elementali è diventato debole e fragile, indice di qualche problema crescente in Azeroth; in secondo luogo, crescono le ostilità con gli elfi della notte, portando ad uno stop dei commerci con loro, con conseguente calo delle provviste per gli orchi, che abitano nell'arida Durotar.
Anche re Varian Wrynn di Stormwind è al corrente delle continue scaramucce fra orchi ed elfi della notte, e sta considerando una soluzione aggressiva, contestatagli sia da Jaina Proudmoore che soprattutto da suo figlio Anduin. Il principe, stanco del rapporto teso con il padre, decide di passare del tempo ad Ironforge, presso il re dei nani Magni Bronzebeard.
Thrall decide di recarsi nelle Terre Esterne, presso gli sciamani degli orchi Mag'har, pensando che, avendo già avuto a che fare con un cataclisma di proporzioni planetarie, essi sappiano come gestire una situazione come quella di Azeroth. Affida quindi la guida dell'Orda durante la sua assenza a Garrosh Hellscream, nonostante il parere contrario di tutti i suoi consiglieri, specialmente Cairne Bloodhoof, che considera l'impulsività di Garrosh e il suo disprezzo per l'Alleanza deleteri per la situazione. A Draenor viene istruito dalla sciamana Aggra, con la quale nasce un rapporto di profonda amicizia.
Nel frattempo, sempre più incendi, terremoti e altre catastrofi naturali flagellano i vari continenti; Anduin partecipa alle operazioni di soccorso alla distilleria di Kharanos (a Dun Morogh, poco distante da Forgiardente), distrutta in uno di tali eventi; lì perde la vita Aerin, una soldatessa nana con cui aveva stretto amicizia. Dopo ciò, re Magni decide di utilizzare delle tavolette di origine titanica rinvenute a Ulduar (nelle Cime Tempestose) per effettuare in rituale con lo scopo di comprendere la situazione. Il rituale, però, non va come sperato e Magni viene trasformato in una statua di diamante, lasciando i nani senza un leader: Moira Thaurissan, l'unica figlia di Magni scomparsa da anni, ritorna ad Ironforge portando con sé i nani Dark Iron, occupando la città e impedendo a chiunque di lasciarla, Anduin incluso.
Contemporaneamente, dei druidi tauren ed elfi della notte si incontrano per cercare di alleviare le tensioni fra Orda e Alleanza; il raduno viene però attaccato da militanti del Martello del Crepuscolo camuffati da agenti dell'Orda, che sterminano i druidi; Hamuul Runetotem, unico superstite per miracolo, informa Cairne della cosa e l'anziano capo tauren, credendo che il mandante sia Garrosh, lo sfida ad un mak'gora, un duello in cui vince chi riesce ad uccidere l'avversario. Magatha Grimtotem, cogliendo l'attimo, avvelena l'ascia di Garrosh assicurandosi così la morte di Cairne. Non appena ciò avviene, dà ordine ai suoi seguaci di assassinare nella notte tutti i tauren che più supportavano Cairne; suo figlio, Baine, viene avvertito da un Grimtotem leale a Cairne, Stormsong, e riesce a fuggire, riparando a Theramore da Jaina Proudmoore.
Anduin riesce a fuggire da Ironforge utilizzando una "pietra del cuore" lasciatagli da Jaina, e arriva anche lui a Theramore. Qui incontra Baine, stringendo amicizia con lui, e apprende da Jaina che suo padre è partito con una squadra di assassini per infiltrarsi ad Ironforge e uccidere Moira e i Dark Iron. Ritornato di fretta ad Ironforge, ferma suo padre proprio prima che tagli la gola alla principessa, convincendolo che così non avrebbe fatto altro che gettare i nani in uno scompiglio ancora peggiore. Varian decreta allora la formazione del Concilio dei Tre Martelli, composto dai leader dei tre clan nanici, per governare su Ironforge.
Con il supporto di Jaina, dei goblin del cartello Steamwheedle e di molti membri dell'Orda, Baine mette sotto assedio Picco del Tuono e riesce a riconquistarla, ed esilia Magatha e i suoi lealisti, permettendo tuttavia di restare ai Grimtotem che avessero accettato di seguirlo. Dopo un confronto con Garrosh nei Millepicchi, in cui l'orco si proclama innocente per la morte di Cairne e si dichiara disonorato per aver vinto - involontariamente - con l'inganno, Baine riconferma la lealtà dei tauren all'Orda.
Il romanzo si chiude con il ritorno di Thrall ad Azeroth con Aggra, che è divenuta la sua compagna, e i due presenziano a funerale di Cairne. Poco dopo, il Cataclisma colpisce il pianeta.

## Personaggi

### Protagonisti
- Anduin Wrynn
- Baine Bloodhoof
- Thrall

### Personaggi secondari
- Aerin
- Aggra
- Cairne Bloodhoof
- Capitano Tula
- Consigliere Belgrum
- Drek'Thar
- Drukan
- Eitrigg
- Garrosh Hellscream
- Gazlowe
- Grande Madre Geyah
- Gran Sacerdote Rohan
- Hamuul Runetotem
- Jaina Proudmoore
- Jevan "Stormsong" Grimtotem
- Magatha Grimtotem
- Magni Bronzebeard
- Moira Thaurissan
- Muninn Magellas
- Palkar
- Perith Stormhoof
- Tarakor
- Varian Wrynn
- Varok Saurfang